# ワールド碁チャンピオンシップ
ワールド碁チャンピオンシップ（ワールドごチャンピオンシップ）は、囲碁の国際棋戦。
第1回は2017年に行われ、日本、中国、韓国の代表棋士と、コンピュータ囲碁ソフトの代表の4選手によって行われ、囲碁AIが人間と混合の大会に出場することで注目を集めた。2018年第2回は、中華台北を加えた6名の棋士、2019年第3回は日中韓のシード棋士と、国際予選勝ち抜き者の8名によって行われた。

## 過去の成績
- 第1回 2017年 1位朴廷桓、2位羋昱廷

（決勝戦、左が優勝者）
- 第2回 2018年 朴廷桓 - 井山裕太
- 第3回 2019年 朴廷桓 - 柯潔

## 第1回
- 主催 日本棋院
- 協賛 NTTドコモ、三井住友カード、大和証券グループ、阪急電鉄
- 特別協力	日本経済新聞
- 協力 阪急阪神ホテルズ、日本航空、ドワンゴ
- 特別後援	囲碁将棋チャンネル
- 優勝賞金	3000万円

2017年3月21-23日に大阪市の日本棋院関西総本部で行われ、各対局は、幽玄の間、ニコニコ動画、囲碁プレミアム、YouTubeなどで生中継された。

### 出場選手と方式
- 出場選手
  - 日本（日本棋院の推薦） 井山裕太
  - 中国（中国棋院の推薦） 羋昱廷
  - 韓国（韓国棋院の推薦）朴廷桓
  - 囲碁ソフト（日本棋院の推薦） DeepZenGo
- 対戦は4選手の総当たりリーグ戦
- ルールは日本ルール、コミは6目半
- 持時間は各3時間、残り5分から秒読み

### 成績
|           | 朴 | 羋 | DZG | 井山 | 勝敗 | 順位 |
| --------- | -- | -- | --- | ---- | ---- | ---- |
| 朴廷桓    | -  | ○  | ○   | ○    | 3-0  | 1    |
| 羋昱廷    | ×  | -  | ○   | ○    | 2-1  | 2    |
| DeepZenGo | ×  | ×  | -   | ○    | 1-2  | 3    |
| 井山裕太  | ×  | ×  | ×   | ×    | 0-3  | 4    |

## 第2回
2018年第2回は、日本、中国、韓国、中華台北のランキング上位棋士と、第1回優勝者朴廷桓の計6名の棋士が出場して、トーナメント戦で、3月17-19日に、日本棋院で行われた。
- 主催 日本棋院
- 協賛 NTTドコモ、三井住友カード、阪急電鉄、囲碁将棋チャンネル
- 特別協力 日本経済新聞
- 協力 日本航空、ドワンゴ
- 優勝賞金 2000万円

ルール等は第1回に同じ。

### 成績
（左が勝者）
- 1回戦 柯潔（中国） - 申眞諝（韓国）、山下敬吾（日本） - 王元均（中華台北）
- 1回戦シード：朴廷桓（韓国）、井山裕太（日本）
- 準決勝 朴廷桓 - 柯潔、井山裕太 - 山下敬吾
- 決勝戦 朴廷桓 - 井山裕太

## 第3回
2019年第3回「ワールド碁チャンピオンシップ 2019」は、日本、中国、韓国のシード棋士、日本、中国、韓国、中華台北による国際予選勝ち抜き者（一般枠2名、シニア枠1名）、前回優勝者朴廷桓の計8名の棋士が出場して、トーナメント戦で、3月18-20日に、日本棋院で行われた。またエキシビションとして「囲碁AI+女流棋士」ペア碁マッチが4組のペアによって行われた。
- 主催 日本棋院
- 特別協賛	阪急電鉄、三井住友カード、NTTドコモ、囲碁・将棋チャンネル
- 協賛 日本ペア碁協会、サードウェーブ、22世紀研究所
- 特別協力 日本経済新聞
- 協力 日本航空、阪急阪神ホテルズ
- 優勝賞金 2000万円

ルール等は第1回に同じ。

### 成績
（左が勝者）
- 1回戦 申眞諝（韓国） - 張栩（日本）、朴廷桓（韓国） - 廖元赫（中国・一般枠）

柯潔（中国） - 劉昌赫（韓国・シニア枠）、井山裕太（日本） - 江維傑（中国・一般枠）
- 準決勝 朴廷桓 - 申眞諝、柯潔 - 井山裕太
- 決勝戦 朴廷桓 - 柯潔

### エキジビション
日本、中国、韓国、中華台北の4ヵ国地域の「囲碁AI+女流棋士」ペアにより、3月17日にペア碁のトーナメント戦で行われた。優勝賞金は60万円。
- 1回戦 芮廼偉（中国）・GOLAXY - 楊子萱（中華台北）・CGI、金彩瑛（韓国）・Dolbaram - 万波奈穂・AQ
- 決勝戦 芮廼偉・GOLAXY - 金彩瑛・Dolbaram